# Franz Woweries

Franz Woweries

Franz Hermann Woweries (* 22. Juni 1908 in Hannover; † 14. Dezember 1948 in Weilburg) war ein deutscher Politiker und Mitglied des Reichstags der NSDAP.

## Leben und Wirken
Nach dem Besuch des humanistischen Gymnasiums in Mühlhausen in Thüringen nahm Woweries ein Studium auf. Nach eigenen Angaben gab er dieses später „im Dienst der Bewegung“, d. h. zugunsten der NSDAP, auf.
Politisch gehörte Woweries seit 1924 der NS-Bewegung an: In diesem Jahr trat er in die Nationalsozialistische Freiheitspartei ein. Nach der Neugründung der NSDAP 1925 trat er in diese über (Mitgliedsnummer 68.090). Im selben Jahr begann er als öffentlicher Redner für die Partei aufzutreten. Daneben war er Mitglied der Hitler-Jugend, in die er nach vorübergehender Zugehörigkeit zur Bündischen Jugend und zur Wehrjugend eintrat. In der HJ nahm Woweries Aufgaben als Gauführer der Gaue Thüringen und Halle-Merseburg wahr. Von 1926 bis 1927 war er Mitglied der SA.
1928 wurde Woweries in die NSDAP-Gauleitung von Halle-Merseburg berufen. Später übernahm er außerdem das Amt des Kreisleiters in Naumburg an der Saale. Im Dezember 1928 wurde er mit den Ämtern des Reichspropagandaleiters und des Pressereferenten der Reichsjugendführung der Hitler-Jugend in Plauen betraut. Im August 1929 wurde er Gaugeschäftsführer der NSDAP-Gauleitung in Hessen. Ein Jahr später, 1930, wurde er Bezirksleiter der NSDAP Kinzigtal und ihr jüngster Reichsredner.
1931 wurde Woweries Gaupropagandaleiter der NSDAP im Gau Hessen-Nassau und Referent für Jugendfragen. 1932 wurde er in die Landesinspektion Südwest der NSDAP-Reichsleitung berufen. Ferner wurde er Gauschulungsleiter und Leiter der Politischen Abteilung im Büro Sprenger. 1933 übernahm er erneut das Amt des Gaupresseamtsleiters von Hessen-Nassau, das er seit 1931 bis zu seinem Wechsel in die Landesinspektion innegehabt hatte.
In der NS-Presse war Woweries seit 1925 tätig. Für seine Leistungen auf diesem Gebiet erhielt er 1927 und erneut 1934 eine gewidmete Photographie Adolf Hitlers und zugeeignete Kopien seines Buches Mein Kampf. So war er unter anderem Schriftleiter des ersten Jugendpressedienstes der Hitler-Jugend, Mitarbeiter der Zeitschrift Hessen-Hammer und Schriftleiter des Frankfurter Volksblattes. Außerdem war er Verfasser der NS-Feierstunden und Herausgeber der NS-Briefe. Schulungsblätter der NSDAP im Rhein-Main-Gebiet, die in einer Auflage von 70.000 Exemplaren erschienen.
Woweries war Leiter des Landesverbandes Rhein-Main im Reichsverband der Deutschen Presse und Leiter des ersten deutschen Presse-Kameradschaftslagers sowie Hauptschriftleiter des Frankfurter Volksblatts.
Im Juni 1934 zog Woweries im Nachrückverfahren für den verstorbenen Fritz Lengemann als Abgeordneter in den Reichstag ein, dem er fortan bis zum Ende der NS-Herrschaft im Mai 1945 als Vertreter des Wahlkreises 19 (Hessen-Nassau) angehörte.
Am 1. Oktober 1935 wurde Woweries vom Reichsorganisationsleiter als Hauptschriftleiter der Reichsschulungsbriefe der NSDAP und DAF nach Berlin berufen. Im selben Jahr wurde er in die SS aufgenommen (SS-Nummer 245.547), in der er von 1937 bis zum Ende des NS-Regimes den Ehrenrang eines SS-Hauptsturmführers bekleidete. Am 1. Oktober 1937 wurde er Leiter des Organs Hoheitsträger – Internes Informationsorgan der Reichsorganisationsleitung der NSDAP. Er war nach dem Anschluss Österreichs Gründer des Ostmarkbriefs.
Im Jahr 1938 gehörte Woweries zu den 300 dienstältesten Politischen Leitern der NSDAP. Als Reserveoffiziersanwärter gehörte er dem Infanterieregiment 116 an.
Im Zweiten Weltkrieg wurde Woweries während seines Kriegsdienstes 1940 zum Hauptbereichsleiter der Reichsleitung der NSDAP ernannt. Ab 1943 war er Landrat des Oberlahnkreises (Weilburg und Usingen).
Nach Kriegsende wurde Woweries 1948 nach einem Spruchkammerverfahren als belastet (Gruppe II) entnazifiziert. Aufgrund hundertprozentiger Kriegsversehrtheit wurde ihm die im Urteil ausgesprochene fünfjährige Zwangsarbeit im Arbeitslager erlassen. Er starb am 14. Dezember 1948 in Weilburg an amyotrophische Lateralsklerose.
In der Nachkriegszeit wurden Woweriesens Schriften Nationalsozialistische Feier-Stunden (Danner, Mühlhausen 1934), Reichsstatthalter Gauleiter Sprenger. Lebensbild eines Gefolgsmannes Adolf Hitlers (Verl. Beamtenpresse, Berlin 1934) und Deutsche Fibel (Limpert, Berlin 1941) in der Sowjetischen Besatzungszone auf die Liste der auszusondernden Literatur gesetzt.
Woweries Nachlass lagert im Hauptstaatsarchiv Wiesbaden.